# Wael Gomaa
Wael Gomaa Kamel El Hooty (arab. وائل جمعة, ur. 3 sierpnia 1975 w Al-Mahalla al-Kubra) – egipski piłkarz grający na pozycji środkowego obrońcy.

## Kariera klubowa
Gomaa wychował się w klubie Ghazl Al-Mehalla, wywodzącego się z jego rodzinnego miasta Al-Mahalla al-Kubra, w barwach którego zadebiutował w pierwszej lidze w 1995 roku. Nie osiągnął jednak żadnych większych sukcesów poza finałem Pucharu Egiptu w 2001 roku.
Latem 2001 Gomaa przeszedł do Al-Ahly Kair, jednego z czołowych klubów w kraju, gdzie z czasem wywalczył miejsce w podstawowym składzie. W 2003 roku sięgnął z nim po Puchar Egiptu. W sezonie 2004/2005 wywalczył swój pierwszy tytuł mistrza kraju. W 2005 roku zdobył także Superpuchar Egiptu (trofeum to zdobywał też w dwóch kolejnych sezonach) i wygrał po raz pierwszy Afrykańską Ligę Mistrzów. W sezonie 2005/2006 swoją postawą przyczynił się do obrony przez Al-Ahly mistrzowskiego tytułu, a także drugiego z rzędu Pucharu Mistrzów oraz zdobycia kolejnego w karierze Pucharu Egiptu. Zdobył też brązowy medal w Klubowym Pucharze Świata 2006. W sezonie 2006/2007 wywalczył z Al-Ahly dublet - mistrzostwo oraz puchar kraju. W latach 2006 i 2007 zdobywał też Superpuchar Afryki. Latem 2007 roku przebywał na testach w angielskim Blackburn Rovers.

## Kariera reprezentacyjna
W reprezentacji Egiptu Gomaa zadebiutował w 2001 roku. Rok później wystąpił w Pucharze Narodów Afryki 2002 docierając z Egiptem do ćwierćfinału. W 2004 roku nie wyszedł z Egiptem z grupy, a w 2006 roku walnie przyczynił się do mistrzostwa Afryki - wystąpił m.in. w finale z Wybrzeżem Kości Słoniowej (0:0, karne 4:2), gdy w 21. minucie doznał kontuzji i został zmieniony przez Ahmeda Fathiego. W 2008 roku Hassan Shehata powołał go na Puchar Narodów Afryki 2008, na którym Egipt obronił tytuł mistrzowski sprzed dwóch lat.